# Musca vespillo
Musca vespillo este o specie de muște din genul Musca, familia Muscidae. A fost descrisă pentru prima dată de Fallen în anul 1817.
Este endemică în Sweden. Conform Catalogue of Life specia Musca vespillo nu are subspecii cunoscute.